# Pycnocaris chagoae
Pycnocaris chagoae is een garnalensoort uit de familie van de Gnathophyllidae. De wetenschappelijke naam van de soort is voor het eerst geldig gepubliceerd in 1972 door Bruce.